# Villagrán (Guanajuato)
Villagrán  è una città dello stato di Guanajuato, nel Messico centrale, capoluogo dell'omonima municipalità.
La municipalità conta 55.782 abitanti (2010) e ha un'estensione di 125,4 km².